# XXIII съезд КПСС

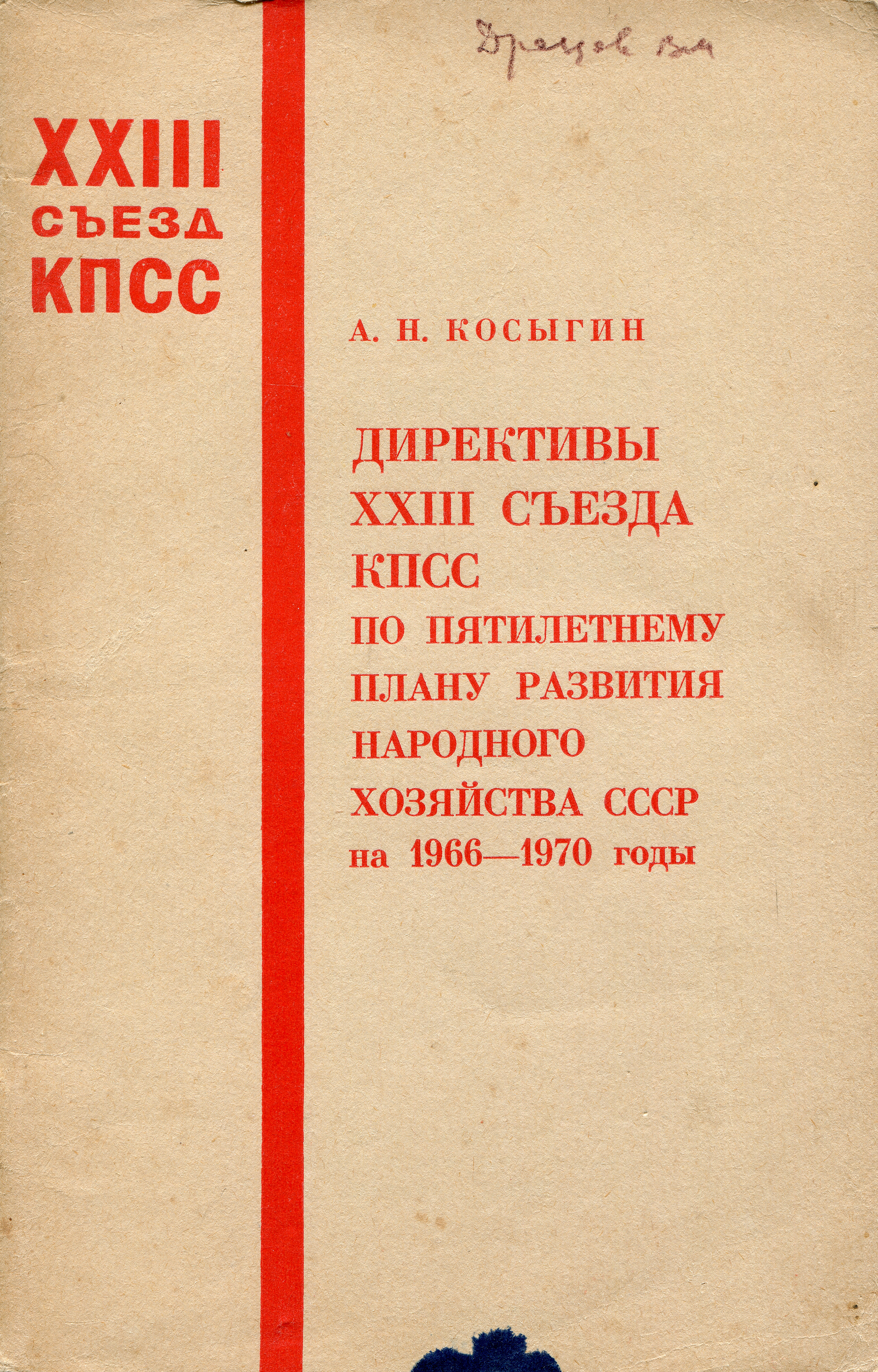

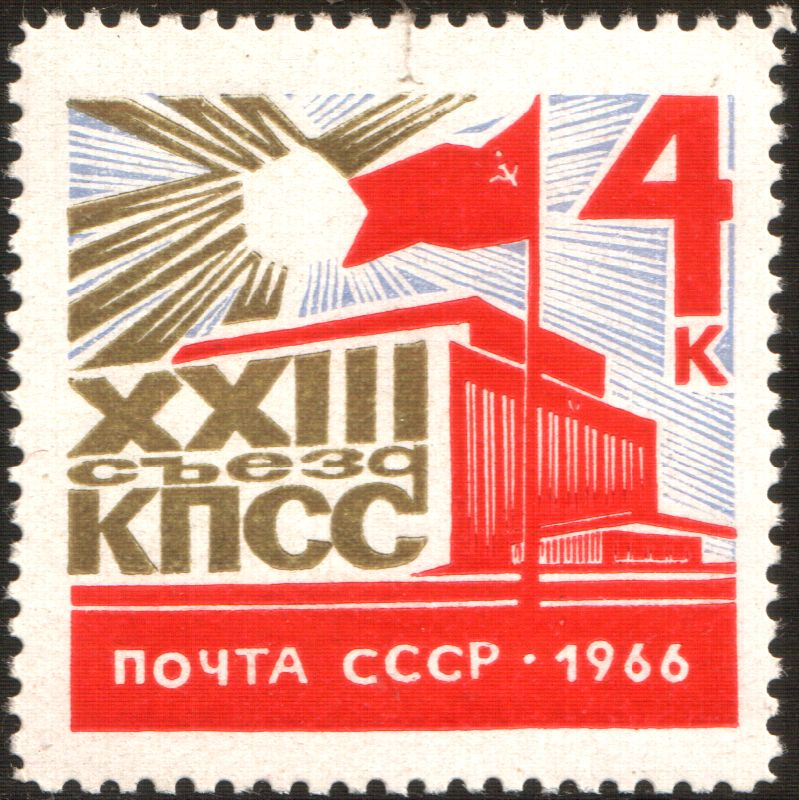
Почтовая марка, выпущенная к XXIII съезду КПСС

XXIII съезд Коммунисти́ческой па́ртии Сове́тского Сою́за проходил с 29 марта по 8 апреля 1966 года в Кремлёвском Дворце съездов в Москве. На Съезде присутствовало 4942 делегатов, из них: 4619 с решающим голосом и 323 с совещательным голосом (по другим данным — на съезд было избрано 4943 делегата, из них — 4620 с правом решающего голоса и 323 — с правом совещательного голоса, присутствовало — 4619 делегатов с решающим голосом и 323 делегата с совещательным голосом). Делегаты представляли 11 миллионов 673 тысячи 676 членов партии, в соответствии с нормой представительства: один делегат с решающим голосом от двух с половиной тысяч членов партии и один делегат с совещательным голосом от двух с половиной тысяч кандидатов в члены партии. В составе делегатов присутствовало 18 коммунистов с дореволюционным стажем.

## Повестка съезда
1. Отчётный доклад ЦК КПСС (Л. И. Брежнев)[3];
2. Отчётный доклад Центральной ревизионной комиссии (Н. А. Муравьёва)[4];
3. Директивы XXIII съезда КПСС по пятилетнему плану развития народного хозяйства СССР на 1966—1970 гг. (А. Н. Косыгин)[5];
4. Выборы центральных органов партии.

## Доклад мандатной комиссии
На съезде был заслушан доклад Председателя Комиссии И. В. Капитонова:
На XXIII съезд было избрано 4943 делегата (в том числе 4620 — с правом решающего голоса и 323 — с правом совещательного голоса). Делегаты были избраны в соответствии с нормами представительства, установленными ЦК: один делегат с решающим голосом от двух с половиной тысяч членов партии и один делегат с совещательным голосом от двух с половиной тысяч кандидатов в члены партии. На съезде присутствовали 4619 делегатов с решающим голосом и 323 делегата с совещательным голосом.
Делегаты съезда представляли 11 673 676 членов КПСС и 797 403 кандидатов в члены партии. После XXII съезда количество членов партии увеличилось на 2 755 074 человека.
Состав делегатов во возрасту и стажу характеризовался следующими данными: делегаты в возрасте до тридцати лет составляли 8 %, от тридцати одного до сорока лет — 32,2 %, от сорока одного до пятидесяти лет — 34,3 %, от пятидесяти одного до шестидесяти лет — 21,7 % и свыше шестидесяти лет — 3,8%. В числе делегатов 18 членов партии с дореволюционным стажем, делегатов, вступивших в партию в период с 1917 по 1930 год насчитывалось 4,8 %; с 1931 по 1940 год — 15,5 %; с 1941 по 1945 год — 24,7 %; 24,2 % 
вступили в ряды КПСС в 1946—1955 годах, а 30,4 % — в последующие годы.

## Решения съезда
Был упразднён высший руководящий орган партии — Президиум ЦК КПСС и восстановлено Политбюро ЦК КПСС. Был также восстановлен пост Генерального секретаря ЦК КПСС, который занял ранее занимавший пост Первого секретаря ЦК КПСС Л. И. Брежнев. 
Таким образом, структура партии приобрела вид, который сохранялся до Перестройки. Во главе партийной иерархии стоял генеральный секретарь ЦК КПСС, который председательствовал на Политбюро ЦК КПСС (в нем по-прежнему существовало неуставное узкое руководство из нескольких наиболее авторитетных членов). Исполнение важнейших решений отслеживал Секретариат, руководивший аппаратом ЦК (отделами во главе с секретарями ЦК). Основные решения, подготовленные отделами, выносились на Секретариат и Политбюро, но принимались от имени Центрального комитета КПСС. Важнейшие решения принимались на Пленумах ЦК, где формально обсуждались. Высшим органом партии продолжал считаться съезд, где оглашался доклад Генерального секретаря ЦК, описывающий основные направления политики партии, и доклад председателя Совета министров о плане социально-экономического развития.
Были утверждены Директивы восьмого пятилетнего плана развития СССР на 1966—1970 годы.
На Съезде были избраны: Центральный Комитет КПСС, состоявший из 195 членов, 165 кандидатов в члены ЦК КПСС; Центральная ревизионная комиссия из 79 членов.

## Состав избранного на съезде ЦК КПСС
Состав Центрального Комитета КПСС, избранного XXIII съездом партии:
Члены ЦК:
1. Абрасимов П. А.
2. Александров А. П.
3. Андропов Ю. В.
4. Антонов С. А.
5. Аристов А. Б.
6. Аскаров А. А.
7. Афанасьев С. А.
8. Ахундов В. Ю.
9. Баграмян И. Х.
10. Байбаков Н. К.
11. Басов А. В.
12. Батицкий П. Ф.
13. Бейсебаев М. Б.
14. Белобородов А. П.
15. Бенедиктов И. А.
16. Бещев Б. П.
17. Бодюл И. И.
18. Бородин А. М.
19. Бородин П. Д.
20. Брежнев Л. И.
21. Бутома Б. Е.
22. Васильев Н. Ф.
23. Ватченко А. Ф.
24. Ващенко Г. И.
25. Вершинин К. А.
26. Волков А. П.
27. Воронов Г. И.
28. Воронов Ф. Д.
29. Ворошилов К. Е.
30. Гаганова В. И.
31. Галаншин К. И.
32. Гарбузов В. Ф.
33. Георгиев А. В.
34. Горшков С. Г.
35. Горячев Ф. С.
36. Гречко А. А.
37. Гришин В. В.
38. Гришин К. Н.
39. Гришманов И. А.
40. Громыко А. А.
41. Грушецкий И. С.
42. Грушин П. Д.
43. Даниялов А. Д.
44. Дегтярев В. И.
45. Дементьев П. В.
46. Демичев П. Н.
47. Джавахишвили Г. Д.
48. Дымшиц В. Э.
49. Егорычев Н. Г.
50. Елютин В. П.
51. Епишев А. А.
52. Ефремов Л. Н.
53. Ефремов М. Т.
54. Ештокин А. Ф.
55. Жигалин В. Ф.
56. Захаров М. В.
57. Зверев С. А.
58. Зимянин М. В.
59. Золотухин Г. С.
60. Зорин В. А.
61. Игнатов Н. Г.
62. Кавун В. М.
63. Казанец И. П.
64. Калмыков В. Д.
65. Калиберзин Я. Э.
66. Капитонов И. В.
67. Катушев К. Ф.
68. Келдыш М. В.
69. Кириленко А. П.
70. Кириллин В. А.
71. Киселев И. И.
72. Киселев Т. Я.
73. Клименко В. К.
74. Коваленко А. В.
75. Кованов П. В.
76. Кожевников Е. Ф.
77. Козлов В. И.
78. Кокарев А. А.
79. Комяхов В. Г.
80. Конев И. С.
81. Коновалов Н. С.
82. Конотоп В. И.
83. Корнейчук А. Е.
84. Коротченко Д. С.
85. Корытков Н. Г.
86. Коспанов Ш. К.
87. Костоусов А. И.
88. Косыгин А. Н.
89. Кочинян А. Е.
90. Крахмалев М. К.
91. Крылов Н. И.
92. Кузнецов В. В.
93. Кулаков Ф. Д.
94. Куличенко Л. С.
95. Кунаев Д. А.
96. Курбанов Р. К.
97. Кэбин И. Г.
98. Лапин С. Г.
99. Лесечко М. А.
100. Ломако П. Ф.
101. Ломоносов В. Г.
102. Лутак И. К.
103. Ляшко А. П.
104. Мазуров К. Т.
105. Малиновский Р. Я.
106. Манякин С. И.
107. Мацкевич В. В.
108. Машеров П. М.
109. Мжаванадзе В. П.
110. Микоян А. И.
111. Михайлов Н. А.
112. Монашев Л. Г.
113. Москаленко К. С.
114. Насриддинова Я. С.
115. Николаев К. К.
116. Николаева Т. Н.
117. Новиков В. Н.
118. Новиков И. Т.
119. Нуриев З. Н.
120. Овезов Б. О.
121. Органов Н. Н.
122. Павлов В. Я.
123. Павлов С. П.
124. Патоличев Н. С.
125. Патон Б. Е.
126. Пегов Н. М.
127. Пейве Я. В.
128. Пельше А. Я.
129. Подгорный Н. В.
130. Поляков И. Е.
131. Полянский Д. С.
132. Пономарев Б. Н.
133. Попов Г. И.
134. Попова Н. В.
135. Поспелов П. Н.
136. Притыцкий С. О.
137. Промыслов В. Ф.
138. Пузанов А. М.
139. Пысин К. Г.
140. Расулов Д. Р.
141. Рашидов Ш. Р.
142. Родионов Н. Н.
143. Романов Г. В.
144. Рудаков А. П.
145. Руденко Р. А.
146. Руднев К. Н.
147. Румянцев А. М.
148. Рябиков В. М.
149. Семичастный В. Е.
150. Синица М. С.
151. Скочилов А. А.
152. Славский Е. П.
153. Смирнов Л. В.
154. Снечкус А. Ю.
155. Соболь Н. А.
156. Соколов Т. И.
157. Соловьев Л. Н.
158. Соломенцев М. С.
159. Спиридонов И. В.
160. Степаков В. И.
161. Струев А. И.
162. Сурганов Ф. А.
163. Суслов М. А.
164. Табеев Ф. А.
165. Титов В. Н.
166. Титов Ф. Е.
167. Тихонов Н. А.
168. Токарев А. М.
169. Толстиков В. С.
170. Трапезников С. П.
171. Устинов Д. Ф.
172. Усубалиев Т. У.
173. Федосеев П. Н.
174. Флорентьев Л. Я.
175. Фурцева Е. А.
176. Хитров С. Д.
177. Холявко В. В.
178. Червоненко С. В.
179. Чернышев В. Е.
180. Чуйков В. И.
181. Чураев В. М.
182. Шверник Н. М.
183. Шевченко В. В.
184. Шелепин А. Н.
185. Шелест П. Е.
186. Шибаев А. И.
187. Шитиков А. П.
188. Школьников А. М.
189. Шокин А. И.
190. Шолохов М. А.
191. Щербицкий В. В.
192. Щетинин С. Н.
193. Юнак И. Х.
194. Якубовский И. И.
195. Яснов М. А.

Кандидаты в члены ЦК:
1. Абдураззаков М. А.
2. Авраменко С. С.
3. Алексеевский Е. Е.
4. Алиханов Э. Н.
5. Амелько Н. Н.
6. Ангельев Д. Д.
7. Антонов А. К.
8. Антонов В. И.
9. Афанасьев П. Я.
10. Базовский В. Н.
11. Бакаев В. Г.
12. Банников Н. В.
13. Бельских Р. А.
14. Бочкарев А. П.
15. Братченко Б. Ф.
16. Брехов К. И.
17. Бубновский Н. Д.
18. Буденный С. М.
19. Булгаков А. А.
20. Вадер А. П.
21. Владыченко И. М.
22. Воронина П. А.
23. Воротников С. И.
24. Всеволожский М. Н.
25. Гапуров М.
26. Георгадзе М. П.
27. Герасимов К. М.
28. Гетман А. Л.
29. Головченко Ф. П.
30. Городовиков Б. Б.
31. Горюнов Д. П.
32. Грибачев Н. М.
33. Грушевой К. С.
34. Густов И. С.
35. Дементьева Р. Ф.
36. Демченко В. А.
37. Денисов Г. Я.
38. Диордица А. Ф.
39. Добрик В. Ф.
40. Добрынин А. Ф.
41. Доенин В. Н.
42. Дрозденко В. И.
43. Дрыгин А. С.
44. Егоров А. Г.
45. Ежевский А. М.
46. Елистратов П. М.
47. Еременко А. И.
48. Ермин Л. Б.
49. Журавлева М. И.
50. Журин Н. И.
51. Зародов К. И.
52. Захаров М. Е.
53. Зотов В. П.
54. Исаев В. Я.
55. Ислюков С. М.
56. Ишков А. А.
57. Кабалоев Б. Е.
58. Казаков М. И.
59. Кальченко Н. Т.
60. Кандренков А. А.
61. Карлов В. А.
62. Карпова Е. Ф.
63. Кахаров А.
64. Клаусон В. И.
65. Клепиков М. И.
66. Климов А. П.
67. Князев Ф. К.
68. Коваль И. Г.
69. Козлов Г. И.
70. Козлов Н. Т.
71. Козырь П. П.
72. Колчина О. П.
73. Корниец Л. Р.
74. Кортунов А. К.
75. Костандов Л. А.
76. Кочемасов В. И.
77. Кочетков Н. Г.
78. Кошевой П. К.
79. Криулин Г. А.
80. Кремень А. С.
81. Кузнецов Н. А.
82. Куцевол В. С.
83. Лавренов И. А.
84. Лаврентьев М. А.
85. Леонов П. А.
86. Лигачев Е. К.
87. Лобов С. М.
88. Логинов Е. Ф.
89. Лощенков Ф. И.
90. Лыкова Л. П.
91. Лященко Н. Г.
92. Малофеев П. Р.
93. Мальбахов Т. К.
94. Мамбетов Б.
95. Марисов В. К.
96. Маряхин С. С.
97. Месяцев Н. Н.
98. Михайлов Д. И.
99. Модогоев А. У.
100. Мужицкий А. М.
101. Мурадян Б. А.
102. Мусаханов М. М.
103. Непорожний П. С.
104. Ниязбеков С. Б.
105. Новиков К. А.
106. Огарков Н. В.
107. Осипов Г. И.
108. Павлов Г. П.
109. Павлов Г. С.
110. Палецкис Ю. И.
111. Пастухов Б. Н.
112. Пеньковский В. А.
113. Петровский Б. В.
114. Петухов Б. Ф.
115. Пименов П. Т.
116. Поберей М. Т.
117. Подзерко В. А.
118. Пономарев М. А.
119. Попова М. Г.
120. Постовалов С. О.
121. Псурцев Н. Д.
122. Родионов П. А.
123. Розенко П. А.
124. Рокоссовский К. К.
125. Романов А. В.
126. Романов Н. Н.
127. Рубен В. П.
128. Рыков В. Н.
129. Семенов В. С.
130. Сенькин И. И.
131. Сербин И. Д.
132. Сидоренко А. В.
133. Сизов П. К.
134. Синицын И. Ф.
135. Скачков С. А.
136. Скулков И. П.
137. Слажнев И. Г.
138. Смирнов А. И.
139. Смирнов А. Н.
140. Смирнов В. А.
141. Соколов С. Л.
142. Соколовский В. Д.
143. Стученко А. Т.
144. Тарасов А. М.
145. Тарасов Н. Н.
146. Тикунов В. С.
147. Тимошенко С. К.
148. Титаренко А. А.
149. Тока С. К.
150. Толкунов Л. Н.
151. Ураев П. В.
152. Федоров В. С.
153. Францов Г. П.
154. Фролов В. С.
155. Черненко К. У.
156. Чиряев Г. И.
157. Чубаров А. П.
158. Шауров В. Ф.
159. Шевченко А. Ф.
160. Шереметов А. С.
161. Шумаускас М. Ю.
162. Щелоков Н. А.
163. Щербина Б. Е.
164. Якубовский Ф. Б.
165. Янгель М. К.

## Состав избранной на съезде Центральной ревизионной комиссии
Члены Центральной ревизионной комиссии:
1. Акназаров З. Ш.
2. Алексеев П. Ф.
3. Аникушин М. К.
4. Антонов С. Ф.
5. Апряткин С. С.
6. Арутюнян Н. Х.
7. Баскаков С. А.
8. Батыев С. Г.
9. Белуха Н. А.
10. Бирюков А. Е.
11. Ботвин А. П.
12. Бушуев В. М.
13. Васягин С. П.
14. Горегляд А. А.
15. Горкин А. Ф.
16. Горчаков А. И.
17. Дзоценидзе Г. С.
18. Жуков Г. А.
19. Ильяшенко К. Ф.
20. Искендеров М. А.
21. Кабков Я. И.
22. Калмык Н. И.
23. Клычев А. М.
24. Комарова Д. П.
25. Колбецкая М. А.
26. Кочубей А. Д.
27. Круглова З. М.
28. Кручина Н. Е.
29. Кулатов Т. К.
30. Кулиджанов Л. А.
31. Лащенко П. Н.
32. Лобанок В. Е.
33. Марков Г. М.
34. Масленников Г. В.
35. Микулич В. А.
36. Молчанов А. Д.
37. Морозов И. П.
38. Московский В. П.
39. Муравьева Н. А.
40. Мюрисеп А. А.
41. Новоселов Е. С.
42. Одилов А.
43. Окунев В. В.
44. Орлов М. А.
45. Павловский И. Г.
46. Панюшкин А. С.
47. Пигалев П. Ф.
48. Попов Б. В.
49. Посконов А. А.
50. Румянцев А. Ф.
51. Русаков К. В.
52. Рыжов Н. С.
53. Савинкин Н. И.
54. Сагинтаев А.
55. Сальникова Е. А.
56. Серов В. А.
57. Сизов Г. Ф.
58. Симонов К. С.
59. Смирновский М. Н.
60. Солдатов А. А.
61. Старовский В. Н.
62. Сысоева Л. А.
63. Тер-Газарянц Г. А.
64. Тимофеев Н. В.
65. Увачан В. Н.
66. Усманов С. Н.
67. Федоренко Н. Т.
68. Фоминых А. М.
69. Халдеев М. И.
70. Холов М. Х.
71. Хренников Т. Н.
72. Цуканов Г. Э.
73. Черный В. И.
74. Чередниченко Е. Т.
75. Шашин В. Д.
76. Шевлягин Д. П.
77. Шикин И. В.
78. Щербаков И. С.
79. Янушковская Т. П.

## Память

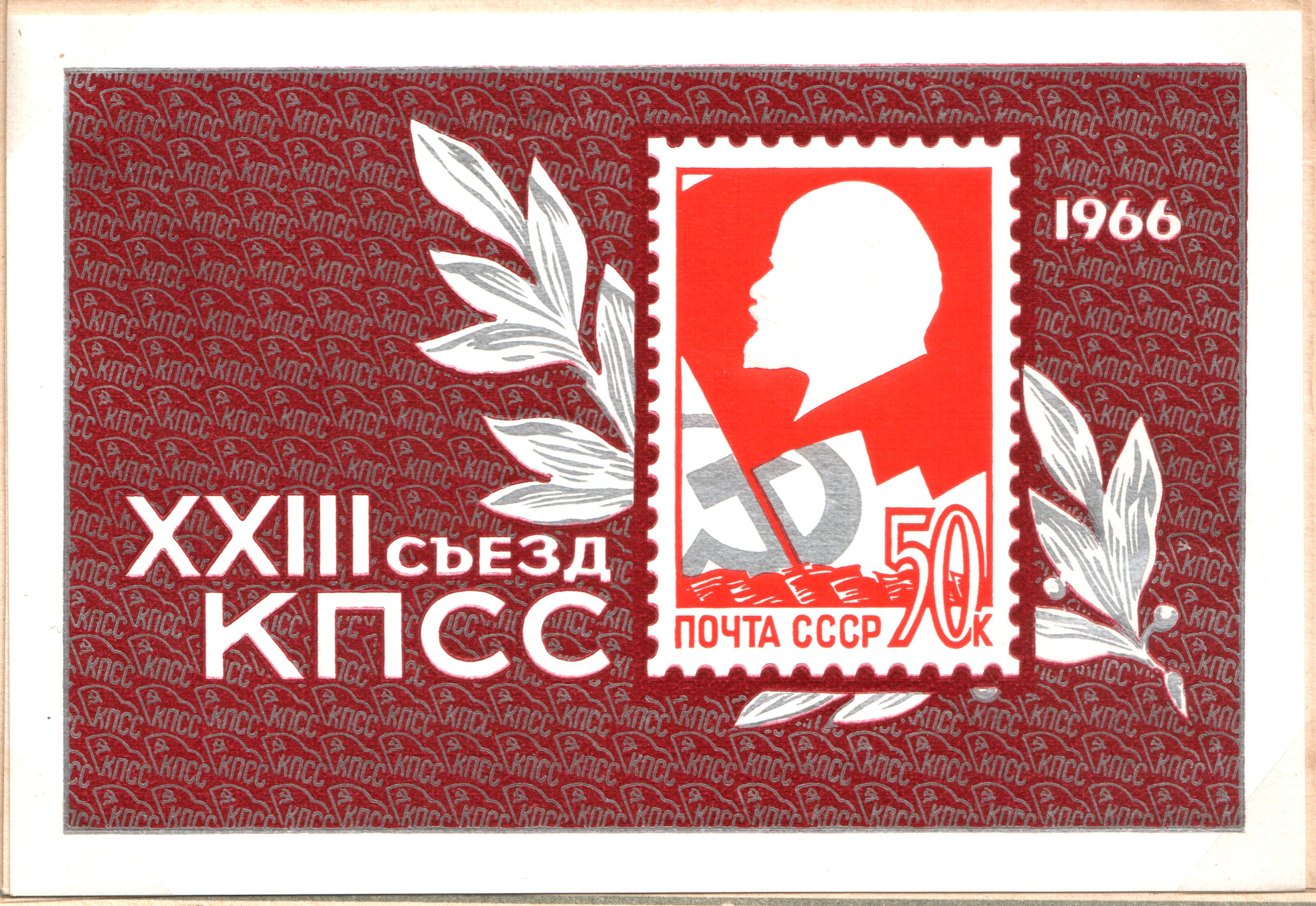
Почтовая марка, 1966 год

- Почтовая марка, 1966 годЛипецкий тракторный завод имени XXIII съезда КПСС